# Asylosaurus
Asylosaurus yalensis
Genre
Espèce
Asylosaurus (ce qui signifie « lézard indemne ou sanctuaire ») est un genre fossile de dinosaures sauropodomorphes du Trias supérieur, décrit à partir de fossiles découverts en Angleterre.
Une seule espèce est rattachée au genre : Asylosaurus yalensis, décrite par Peter Galton en 2007.

## Description
Asylosaurus mesurait environ 2 mètres de long et pesait de l'ordre de 25 kg selon Gregory S. Paul et Thomas Holtz.